# Lithosia tomponis
Lithosia tomponis là một loài bướm đêm thuộc phân họ Arctiinae, họ Erebidae.